# امنات
امنات یک منطقهٔ مسکونی در عمان است که در استان ظفار واقع شده‌است.